# Super Rugby Women's
Ne doit pas être confondu avec Super Rugby Aupiki ou Super Rugby.
Pour les articles homonymes, voir Super Rugby (homonymie).
Le Super Rugby Women's est une compétition féminine annuelle de rugby à XV organisée par la fédération australienne. Elle oppose cinq équipe australiennes et une équipe fidjienne. Le Super Rugby succède au National Women's Championship et débute en 2018 sous le nom de Super W. L'intégration de l'équipe fidjienne s'est faite en 2022, l'année à partir de laquelle les joueuses ont commencé à être rémunérées.
La ligue a pris son nom actuel pour la saison 2024.

## Histoire
La ligue débute en 2018 (en) avec un statut amateur. Les effectifs sont constitués à partir de zéro : la fédération australienne demande aux clubs candidats de faire la liste des joueuses qu'ils souhaitent intégrer. C'est l'organisateur qui distribue les joueuses entre les effectifs. Par la suite, les clubs ont la possibilité de recruter les joueuses déjà liées à eux, ou de les échanger, la finalité étant que clubs et joueuses soient tous satisfaits.
En 2019 (en), la Western Force change de nom et devient Rugby West Australia.
La saison 2020 (en) voit sa phase finale annulée après cinq journées de compétition, à cause des mesures de confinement imposées à la suite de la pandémie de Covid-19. Les Waratahs, premières du classement avant la phase finale, sont déclarées championnes.
La saison 2021 (en) est jouée intégralement, mais avec des aménagements (quasiment tous les matchs sont joués à Coffs Harbour). Un XV du président est composé pour l'occasion, afin de réunir les joueuses de Nouvelle-Galles du Sud et du Queensland et ainsi réduire le nombre d'équipes. La Western Force, de retour à la compétition, déclare forfait après la première journée à cause de la pandémie qui sévit toujours en Nouvelle-Galles du Sud.
Il faut donc attendre la saison 2022 (en) pour voir un véritable retour à la normale, avec de plus l'arrivée des Fijiana Drua. Dès lors, les joueuses bénéficient de contrats fédéraux. Le Drua joue sa première saison en Australie, mais à compter de 2023 (en), l'équipe commence à jouer ses matchs à domicile aux Fidji.[réf. nécessaire]
En 2024, Rugby Australia annonce une augmentation de trois millions de dollars australiens des financements afin de mettre plus de joueuses sous contrat et d'augmenter les salaires. Les Melbourne Rebels, en proie à de grosses difficultés financières, ne confirment que tardivement leur engagement en 2024. L'équipe est retirée de la compétition à la fin de l'année.

## Statut des joueuses
Un contrat unique est en usage : son montant est de 4 000 AU$ par saison (environ 2 400 €).

## Format
La compétition se déroule sous forme de poule unique avec des rencontres simples (pas de cycle retour). Chaque équipe dispute donc cinq matchs, puis les quatre meilleures jouent les demi-finales.
| Équipe          | Ville     | Stade                                | Capacité      |
| --------------- | --------- | ------------------------------------ | ------------- |
| ACT Brumbies    | Canberra  | Canberra Stadium Viking Park         | 25 011 7 000  |
| Fijiana Drua    | Nadi Suva | Prince Charles Park HFC Bank Stadium | 18 000 15 000 |
| Queensland Reds | Brisbane  | Lang Park Ballymore Stadium          | 52 500 8 000  |
| NSW Waratahs    | Sydney    | Football Stadium Concord Oval        | 45 000 5 000  |
| Western Force   | Perth     | Rectangular Stadium UWA Sports Park  | 20 500 4 000  |

## Palmarès
| Saison    | Champion     | Score       | Finaliste       |
| --------- | ------------ | ----------- | --------------- |
| 2018 (en) | Waratahs     | 16 - 13     | Queensland Reds |
| 2019 (en) | Waratahs     | 8 - 5       | Queensland Reds |
| 2020 (en) | Waratahs     | non disputé | Queensland Reds |
| 2021 (en) | Waratahs     | 45 - 12     | Queensland Reds |
| 2022 (en) | Fijiana Drua | 32 - 26     | Waratahs        |
| 2023 (en) | Fijiana Drua | 38 - 30     | Queensland Reds |
| 2024      | Waratahs     | 50 - 14     | Fijiana Drua    |
| 2025      | Waratahs     | 43 - 21     | Queensland Reds |